# 一觸即通電子錢包
Touch 'n Go eWallet是马来西亚数字钱包和在线支付平台，于2017年7月在马来西亚吉隆坡成立，是一觸即通卡和蚂蚁集团的合资企业。用戶可透過該應用使用QR碼進行支付；支付收費道路（Tolls）、停車費、車輛共享及私召車服務、水電費、電話餘額充值、網上購物支付、網上訂餐、點對點轉賬、繳付保險、門票（電影票、車票、機票等）等功能。

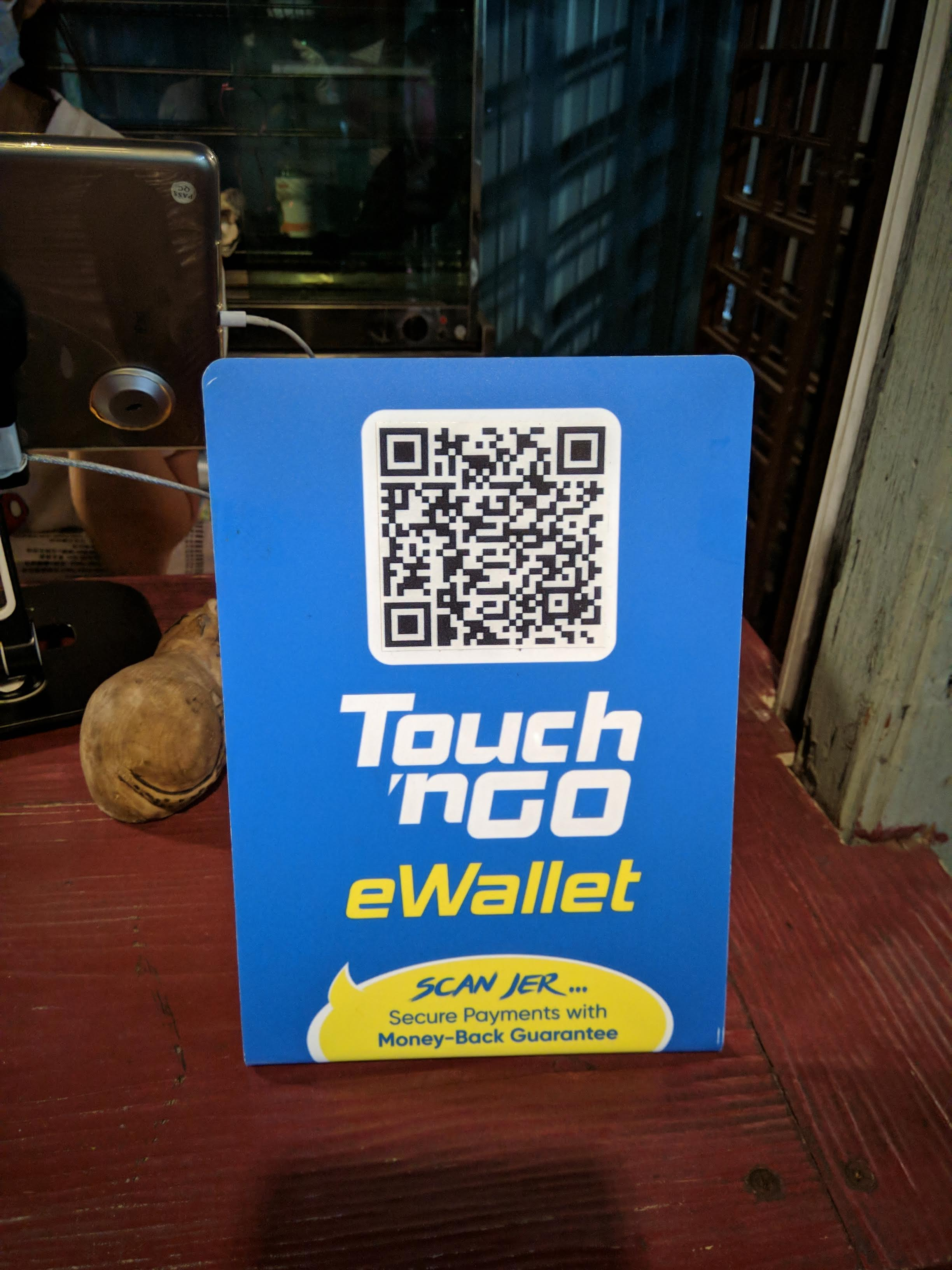
Touch ‘n Go商家接触点，依靠二维码进行支付。